# Obertura Trompowsky
L'obertura Trompowsky (o també atac Trompowsky) és una obertura d'escacs que comença per les jugades:
1.d4 Cf6 2. Ag5

## Història
Tot i que s'havia jugat anteriorment en alguna ocasió, la seqüència de jugades va ser popularitzada per Octávio Trompowsky a partir de l'Olimpíada de Múnic de 1936, en la qual l'obertura va tenir un èxit considerable contra forts jugadors, inclòs el vigent Campió Mundial Aleksandr Alekhin.
En els comentaris escrits a la seva partida contra Lucius Endzelins a l'Olimpíada d'escacs de 1936, Trompowsky va escriure amb relació a la segona jugada: "La meva variant, que porto jugant des de fa més de 15 anys." Això no obstant, no és clar que realment aquest jugador hagués disputat partides oficials anteriors al 1936 amb aquesta obertura. Trompowsky, molt influït per l'escola hipermoderna, va idear aquest nou sistema d'obertura amb la finalitat principal d'evitar haver d'estudiar molta teoria, terreny en el qual estava en desavantatge amb respecte als millors jugadors del món del moment
Considerada tradicionalment una obertura irregular, després de molts anys de declivi, va ser posada novament de moda als anys 80 del segle xx per jugadors espanyols com Alfons Romero i Jesús de la Villa i posteriorment per jugadors anglesos com Julian Hogdson, Michael Adams o James Plaskett.
Actualment és considerada com una alternativa respectable per a les blanques i ha estat jugada per jugadors tan forts com l'antic campió del món Garri Kaspàrov.

## Variants
Les principals variants són (després de 1.d4, Cf6 2.Ag5):
2. ...Ce4 3 Af4
2. ...Ce4 3 Ah4
2. ...c5
2. ...e6 3 e4 h6 4 Af6
2. ...d5